# پژتارنگا
پژتارنگا (به لهستانی:  Przytarnia) یک روستا در لهستان است که در گمینای کارشن واقع شده‌است. پژتارنگا ۲۴۸ نفر جمعیت دارد.